# Saugraben (Kastl)
Saugraben ist eine in der Oberpfalz gelegene Einöde, die ein Gemeindeteil von Kastl ist.

## Lage
Der Ort befindet sich in der Region Oberpfälzer Jura und liegt in der nach Utzenhofen benannten Gemarkung. Saugraben ist einer von 39 Ortsteilen des Marktes Kastl. Die Einöde liegt zwei Kilometer südlich von Kastl und Lauterhofen ist sechs Kilometer entfernt.

## Verkehr
Die Bundesstraße 299 führt etwas mehr als eineinhalb Kilometer nördlich an der Einöde vorbei und die Staatsstraße 2240 ebenfalls etwa eineinhalb Kilometer südöstlich davon. Am südlichen Ortsrand von Kastl zweigt von der B 299 eine nach Utzenhofen führende Gemeindeverbindungsstraße ab. Etwa auf dem halben Weg dorthin zweigt von dieser eine weitere Gemeindeverbindungsstraße ab, die in südostwärtiger Richtung nach Saugraben führt und nach etwa einem halben Kilometer dort endet. Vom ÖPNV wird der Ort nicht bedient, die nächstgelegenen Haltestellen des VGN befinden sich in Kastl und in Utzenhofen.